# Olmos Park
Olmos Park é uma cidade localizada no estado norte-americano do Texas, no Condado de Bexar.

## Demografia
Segundo o censo norte-americano de 2000, a sua população era de 2343 habitantes.
Em 2006, foi estimada uma população de 2303, um decréscimo de 40 (-1.7%).

## Geografia
De acordo com o United States Census Bureau tem uma área de 1,6 km², dos quais 1,6 km² cobertos por terra e 0,0 km² cobertos por água.

## Localidades na vizinhança
O diagrama seguinte representa as localidades num raio de 8 km ao redor de Olmos Park.